# Gymnastique acrobatique aux Jeux mondiaux de 2025
Navigation
Birmingham 2022 Karlsruhe 2029
Les épreuves de gymnastique acrobatique des Jeux mondiaux de 2025 ont lieu du 8 au 10 août 2025 dans le gymnase du Dong'an Lake Sports Park à Chengdu. Sur le site aura également lieu les compétions de Gymnastique et de Cheerleading.

## Organisation
Soixante-dix-huit athlètes sont qualifiés d'après le classements aux Championnats du monde 2024 - chaque comité national ne peut inscrire qu'un seul athlète/groupe.
| Paire féminine                                                    | Paire masculine                                                                      | Paire mixte                                                                                    | Groupe féminin                                                                     | Groupe masculin                                                    |
| ----------------------------------------------------------------- | ------------------------------------------------------------------------------------ | ---------------------------------------------------------------------------------------------- | ---------------------------------------------------------------------------------- | ------------------------------------------------------------------ |
| - Belgique - Ukraine - Portugal - Israël - États-Unis - Australie | - Espagne - Portugal - Azerbaïdjan - Kazakhstan - Bulgarie - Corée du Nord - Ukraine | - Ukraine - Azerbaïdjan - Israël - Portugal - Corée du Nord - Kazakhstan - Espagne - Allemagne | - Chine - Israël - Belgique - États-Unis - Ukraine - Allemagne - Pays-Bas - France | - Chine - Israël - Azerbaïdjan - Ukraine - Royaume-Uni - Allemagne |

## Podiums
| Épreuves        | Or                                                             | Or | Argent                                                                | Argent | Bronze                                                                       | Bronze |
| --------------- | -------------------------------------------------------------- | -- | --------------------------------------------------------------------- | ------ | ---------------------------------------------------------------------------- | ------ |
| Paire féminine  | Belgique- Maysae Bouhouch - Silke Macharis                     |    | Ukraine- Anhelina Cherniavska - Ruzanna Vecheruk                      |        | Portugal- Beatriz Carneiro - Inês Faria                                      |        |
| Paire mixte     | Ukraine- Yevfrosyniia Kryvytska - Ivan Labunets                |    | Portugal- Lara Fernandes - Guilherme Henriques                        |        | Israël- Yonatan Fridman - Amy Refaeli                                        |        |
| Paire masculine | Espagne- Juan Daniel Molina - José Moreno                      |    | Azerbaïdjan- Daniel Abbasov - Murad Rafiyev                           |        | Portugal- Miguel Lopes - Gonçalo Parreiria                                   |        |
| Groupe féminin  | Chine- Ding Wenyan - Gu Quanjia - Ma Yixing                    |    | États-Unis- Caylei Caldwell - Olivia Green - Rebecca Greenberg        |        | Israël- Nikol Aleinik - Lia Bar Noy - Michal Stratievsky                     |        |
| Groupe masculin | Israël- Or Abraham - Rotem Amihai - Lior Borodin - Tomer Offir |    | Ukraine- Stanislav Kukurudz - Yurii Push - Yuriy Savka - Taras Yarush |        | Royaume-Uni- Louis Alexander - Rex Booth - Samuel Ditchburn - Freddie Turner |        |

## Tableau des médailles
| Rang  | Nation | Or | Argent | Bronze | Total |
| ----- | ------ | -- | ------ | ------ | ----- |
| Total | Total  | -  | -      | -      | -     |